# Sanel Jahić
Sanel Jahić est un footballeur international franco-bosnien, né le 10 décembre 1981 à Strasbourg (Alsace, France). 
Il évolue au poste de défenseur central avec le club bosnien du Željezničar Sarajevo.

## Biographie
Sanel Jahic est un footballeur international franco-bosnien, né le 10 décembre 1981 à Strasbourg. Il a grandi à Hoenheim (pas loin de Strasbourg) dans son quartier il joue dans le stade de foot de son école : c'est là que tout a commencé. Il était très talentueux.

### Carrière de club
Sanel Jahić joue au football dans le club de sa ville au RC Strasbourg avant d'intégrer le centre de formation du FC Sochaux-Montbéliard.

### Carrière internationale
Jahic est appelé pour la première fois en sélection nationale en novembre 2007 pour un match de qualification pour l'Euro 2008.